# Lli blau
El lli blau o lli de Narbona (Linum narbonense) és una espècie de lli silvestre. La seva distribució és latemediterrània, és autòctona als Països Catalans però no es troba a les Illes Balears.

## Descripció
Camèfit herbaci de bas més o menys lignificada i amb diverses tiges, de 20 50 cm d'alt. Bràctees i sèpals àmpliament escariosos al marge; pètals d'un blau viu de 25 a 40 mm; sèpals de 8-14 mm.les seves fulles són alternades i lanceolades, amb un únic nervi, sèssils o gairebé sense pecíol. Les flors són solitàries, terminals, pentàmeres de cinc pètals). Floreix de març a agost.

## Hàbitat
Pasturatges mesoxeròfils (mitjanament secs) joncedes. Viu des del nivell del mar fins als 1700 metres d'altitud.

## Sinònims
- Linum reflexum Aiton [1789]
- Linum barrasii Pau [1894]
- Linum paniculatum Moench [1802]
- Linum acuminatum Moench
- «Linum narbonense L., 1753 - Taxon n°3764 - BDNFF v4.02». Arxivat de l'original el 2009-11-05. [Consulta: 17 abril 2011].